# Oligactis
Oligactis là một chi thực vật có hoa trong họ Cúc (Asteraceae).

## Loài
Chi Oligactis gồm các loài: